# Apopestes socrus
Apopestes socrus là một loài bướm đêm trong họ Erebidae.